# 神島化学工業
神島化学工業株式会社（こうのしまかがくこうぎょう、英: Konoshima Chemical Co., Ltd.）は、大阪府大阪市中央区今橋に本社を置く住宅用建材・工業用薬品を製造する企業である。

## 会社概要
住宅用外壁材・ビル住宅用内装材・ビル用耐火被覆板といった窯業系建材を主に製造している。生産拠点となる工場は香川県三豊市詫間町と茨城県石岡市柏原にある。
企業名である「神島(こうのしま)」は創業の地である岡山県笠岡市神島に由来するものだが、現在は同地には拠点を置いていない。
また薬品では酸化マグネシウム・高純度酸化マグネシウム・水酸化マグネシウムなどの薬品類を製造している。また近年ではセラミックス分野でも強さを発揮している。
上場企業ながら、株式銘柄の監理ポストに長くいたが、その後業績の回復から、1996年12月11日に大阪証券取引所に上場している。

## 沿革
- 1917年（大正6年）6月 - 岡山県笠岡市にて株式会社神島硫酸製造所設立。硫酸の製造を開始。
- 1919年（大正8年）12月 - 神島人造肥料株式会社に商号変更。過リン酸石灰の製造を開始。
- 1936年（昭和11年）2月 - 旧・神島化学工業株式会社設立。硫酸及び二硫化炭素の製造を開始。
- 1946年（昭和21年）3月 - 神島人造肥料株式会社と旧・神島化学工業株式会社が新設合併し、新たに神島化学工業株式会社が設立。主要生産拠点を香川県三豊郡詫間町の詫間海軍航空隊跡地に設立させた詫間工場に移し、また大阪市西区に本店(本社)を置く。
- 2024年（令和6年）5月7日 - 本店を大阪市西区阿波座1丁目3番15号から中央区今橋4丁目4番7号に移転[1][2]

## かつての関係会社
- 神島物産株式会社（2011年（平成23年）3月清算結了）